# Anwar Azis Muhd Shaiful
Anwar Azis Muhd Shaiful (né le 19 juillet 1986) est un coureur cycliste malaisien.

## Biographie
Il met un terme à sa carrière cycliste à l'issue de la saison 2016. 

## Palmarès sur route
- 2012
  - 2e du championnat de Malaisie sur route
- 2013
  - CFI International race 2, Jaipur

## Classements mondiaux
| Année         | 2007 | 2008 | 2009 | 2010 | 2011 | 2012 | 2013 | 2014 |
| ------------- | ---- | ---- | ---- | ---- | ---- | ---- | ---- | ---- |
| UCI Asia Tour | 219e |      |      |      |      | 97e  | 113e | 54e  |